# Pont-Saint-Martin
För andra betydelser, se Pont-Saint-Martin (olika betydelser).
Pont-Saint-Martin är en kommun i departementet Loire-Atlantique i regionen Pays de la Loire i nordvästra Frankrike. Kommunen ligger i kantonen Bouaye som tillhör arrondissementet Nantes. År 2022 hade Pont-Saint-Martin 6 942 invånare.

## Befolkningsutveckling
Antalet invånare i kommunen Pont-Saint-Martin
| Referens: INSEE |